# بيتكوين مدفونة في مكب نفايات نيوبورت

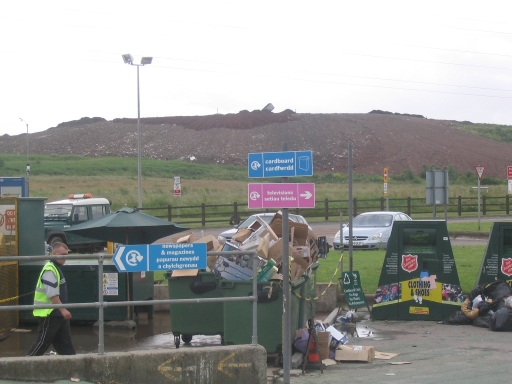
مكب نفايات دوكسواي، نيوبورت، ويلز ، 2007. تم دفن القرص الصلب الذي يحتوي على المفتاح الخاص هنا في عام 2013.

في عام 2013، قام جيمس هاولز بإلقاء محرك أقراص ثابت لحاسوب محمول يَحتوي على المفتاح الخاص لـ 8000 بيتكوين عن طَريق الخطأ فِي مكب نفايات دوكسواي في نيوبورت، ويلز . بعد ذلك جمع هاولز فريقًا من المتخصصين وحصل على تمويل لحفر الموقع، لكن مجلس مدينة نيوبورت رفض منح الإذن، مشيرًا إلى التكلفة والأثر البيئي للبحث. إذا تم اكتشاف العملات المعدنية، يقترح هاولز توزيع 30% من العائدات بين المجلس وسكان نيوبورت.
حتى فبراير 2025، كانت قيمة البيتكوين المفقود تُقدر بـ 597 مليون جنيه إسترليني (751 ميلون دولار أمريكي). في ديسمبر 2024، رفع هاولز دعوى قضائية ضد المجلس بقيمة 495 ميلون جنيه إسترليني، بينما جادل المجلس بأن الجهاز أصبح الآن ملكًا له. وقد شُبهت محاولة استعادة البيتكوين المفقود بصيد كنز رقمي. هاولز وفريقه واثقون من أن استرجاع البيانات لا يزال ممكنًا، بينما يواصل المجلس التعبير عن تشككه. بعد جلسة استماع، رفضت المحكمة العليا دعوى هاولز في يناير 2025، معتبرةً أنها لا تملك أي فرصة للنجاح.

## خلفية

مخطط لوغاريتمي يوضح عدد معاملات البيتكوين شهريًا منذ عام 2009، عندما بدأ هاولز دراسة البروتوكول.

### إنشاء البيتكوين
بيتكوين، أول عملة مشفرة لامركزية، تم الإعلان عنها في أكتوبر 2008 من خلال الورقة البيضاء بعنوان "بيتكوين: نظام نقدي إلكتروني من نظير إلى نظير" بواسطة ساتوشي ناكاموتو ،   ، تلاها تنفيذ البروتوكول كشبكة نظير إلى نظير في يناير 2009.  وهي عملة رقمية مهمة تستخدم التشفير للتحقق من معاملات سلسلة الكتل blockchain في دفتر عام .  

### جيمس هاولز
جيمس هاولز، مهندس كمبيوتر من نيوبورت في ويلز، تأثر في سن مبكرة بوالدته التي كانت تعمل في إنتاج الرقائق الدقيقة .    بحلول سن المراهقة، كان مستخدمًا منتظمًا للإنترنت. بدأ هاولز في تجميع الحواسيب في سن الثالثة عشر وأصبح مستخدمًا لخدمة نابستر في نفس فترة ظهور بيتكوين .   من خلال عمله في وظائف متعددة في مجال تكنولوجيا المعلومات، تعلم عن التشفير أثناء عمله على نظام اتصالات بومان . علّم هاولز نفسه عن البيتكوين في ديسمبر 2008 وبدأ دراسة المفهوم بعد شهر.  بعد خطة إنقاذ البنوك في عام 2008 ، اعتبر هاولز العملات الورقية "عملة احتيال"، مفضلاً رؤية مخترع البيتكوين ناكاموتو. أصبح من أوائل المتبنين للتكنولوجيا في عام 2009.  بحلول عام 2013، كان هاولز يعيش في نيوبورت مع أطفاله الثلاثة وشريكته آنذاك هافينا إيدي إيفانز.  ثم انفصل الاثنان، وغادرت إيدي إيفانز مع الأطفال.  في عام 2021، عمل هاولز من المنزل لصيانة أنظمة الاستجابة للطوارئ في ويلز.  وبعد مرور عام، وصف نفسه بأنه مدير مشروع العملات المشفرة والبلوكتشين . 

## التعدين المبكر للبيتكوين

مخطط صعوبة التعدين اللوغاريتمي لعملة البيتكوين، يوضح سهولة التعدين في عام 2009 عندما بدأ هاولز التعدين.

في 15 فبراير 2009،  بدأ هاولز تعدين البيتكوين باستخدام لابتوب Dell XPS .   ذكر أنه قام بتعدين ما بين 400 إلى 800 بيتكوين بشكل متقطع خلال الليل لمدة شهرين،  مما تسبب في ارتفاع درجة حرارة جهازه.  لاحقًا، أفسد هاولز الجهاز وقام بتفكيكه للحصول على القطع، وبيع بعضها على موقع eBay .   كان اللابتوب يحتوي على مفاتيح خاصة ببيتكوين بحجم 32 كيلوبايت، وكان يستخدم أيضًا للألعاب ويحتوي على موسيقى ورسائل البريد الإلكتروني وصور عائلية.  تعتبر صحيفة التلغراف هاولز من أوائل عمال المناجم على شبكة البيتكوين ،  كما حددته صحيفة النيويوركر باعتباره واحدًا من خمسة عمال مناجم فقط في وقت مشاركته. 

## التخلص من القرص الصلب
بين 20 يونيو و10 أغسطس 2013، قام هاولز عن طريق الخطأ بالتخلص من محرك أقراص ثابت مشفر ،   مخطئًا بين جهاز وآخر.  كان القرص الصلب الذي تم التخلص منه يحتوي على المفتاح الخاص لتشفير 8000 بيتكوين [ أ ]   والتي كانت قيمتها حينها £500,000 جنيه إسترليني.   حسب التقارير، أخذت هافينا إيدي إيفانز، شريكة هاولز في ذلك الوقت، النفايات التي تحتوي على القرص الصلب إلى مكب النفايات.   وبحسب ما ذكرته إيدي إيفانز، فإن هاولز "توسل" إليها أن تأخذ العناصر غير المرغوب فيها إلى مكب النفايات. وهي تنفي أي خطأ،  في حين قال هاولز إنه "يلومها دون وعي" على فقدان القرص الصلب. 
بحلول نوفمبر 2013، كان الجهاز مدفونًا على عمق يتراوح بين ثلاثة إلى خمسة أقدام في مكب النفايات دوكسواي، نيوبورت ، جنوب ويلز ، بقيمة تقريبية تبلغ 4 ملايين جنيه إسترليني.  في ذلك الوقت، قبل هاولز بأن العملات المعدنية مفقودة نهائيًا.  يشير مجلس مدينة نيوبورت إلى أن القرص الصلب من المحتمل أن يكون "مدفونًا تحت 25000 متر مكعب من النفايات والأرض"،  بوزن تقريبي يتراوح بين 110000-200000 طن،    وقالت شبكة CNN إن العثور على الجهاز سيكون "شبه مستحيل".  المدير السابق لموقع مكب يقول إن القرص الصلب موجود في قسم يزن 15 ألف طن يُدعى الخلية 2، حيثُ تَم دفن النفايات بين أغسطس ونوفمبر 2013.  يحتوي الموقع على 1.4 مليون طن من النفايات في المجموع. 

## محاولات البحث

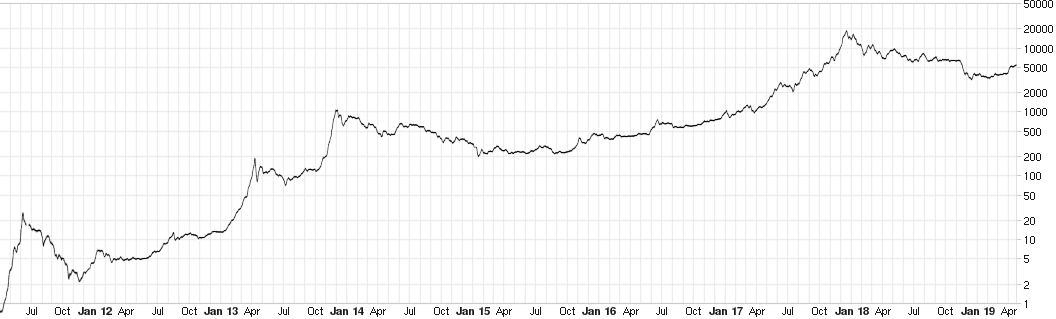
مخطط لوغاريتمي لسعر البيتكوين بين عامي 2011 و2019، يوضح الزيادة في قيمة القرص الصلب منذ التخلص منه. مع ارتفاع القيمة، صعّد هاولز محاولاته لمحاولة استرداد الجهاز.

في ديسمبر 2017، افادت مجلة Wired أن مجلس مدينة نيوبورت رفض السماح لهاولز بالبحث عن القرص الصلب. وفقًا لهاولز، فإن البحث المقترح يمثل أول حالة، غير متعلقة بتحقيق جنائي، لحفر موقع مكب نفايات في المملكة المتحدة. استشهد المجلس بمخاوف تتعلق بالتكلفة، والأثر البيئي ، وتآكل الجلفاني، واحتمالية قيام " صائدي الكنوز " بانتهاك القانون.  في البداية، اتخذ المجلس نهجًا متساهلًا تجاه الموقف، مشيرًا إلى أنه سيعيد الجهاز إذا تم العثور عليه، لكنه اتخذ لاحقًا موقفًا أكثر صرامة،  وذكر أن البحث عن القرص الصلب سيكون مخالفًا للقانون. 
في يناير 2021، وبعد طلبات متكررة للحصول على إذن للبحث عن الجهاز، عرض هاولز على المجلس 25% من العائدات التي كانت تقُدر حينها بحوالي 200 مليون جنيه إسترليني.  عرض التبرع بمبلغ 52.5 مليون جنيه إسترليني ( 71٫7 million دولار أمريكي ) للمجلس، والذي سيذهب إلى سكان نيوبورت البالغ عددهم 316 ألف شخص، أي ما يعادل 175 جنيهًا إسترلينيًا للشخص الواحد.  رفض المجلس، مدعيا أن عرض هاولز كان انتهاكا لقواعد الترخيص.  يعتقد هاولز أن محرك الأقراص لا يزال يعمل بفضل غلافه الواقي  وطبقة الكوبالت المضادة للتآكل التي تغطي القرص الزجاجي. 
لدعم جهوده في البحث، حصل هاولز على دعم مالي من صندوق تحوط سيتقاسم معه 50% من العائدات.  ويعتقد أنه باستخدام سجلات النفايات التابعة للمجلس، يمكنهم تحديد موقع الجهاز.  بعد تحديد موقع القرص الصلب والعثور عليه، سيساعد فريق من المتخصصين في استعادة البيانات على استرجاع عملات البيتكوين.  يقدّر المجلس أن عملية الحفر ستكلف ملايين الجنيهات الإسترلينية،   في حين خصص هاولز ميزانية قدرها 5 ملايين جنيه إسترليني لعملية تستغرق من 9 إلى 12 شهرًا. 
في أغسطس 2022، وسّع هاولز خطته للبحث لتشمل استخدام الذكاء الاصطناعي من خلال ذراع ميكانيكية لمسح النفايات وتحديد موقع القرص الصلب؛ كما تضمنت الخطة استخدام الطائرات بدون طيار، وكلاب بوسطن ديناميكس الروبوتية للأمن، بالإضافة إلى تجنيد متخصص في الذكاء الاصطناعي وفريق بيئي للمشروع.    يضم فريقه ثمانية خبراء في حفر مكبات النفايات، ومستشارًا في استعادة البيانات ساعد في استرجاعالصندوق الأسود من كارثة مكوك الفضاء كولومبيا . كما زادت الميزانية إلى 10-11 مليون جنيه إسترليني بدعم من مستثمرين مغامرين الذين احتفظوا بنسبة 30٪ من الإجراءات جنبًا إلى جنب مع هاولز.  
بالإضافة إلى ذلك، كان هاولز يعتزم الآن إنشاء منشأة تعدين مملوكة للمجتمع في موقع مكب النفايات باستخدام العائدات.  ستستخدم المنشأة الطاقة الشمسية أو طاقة الرياح.  في العام نفسه، أنتج ريتشارد هاموند فيلمًا وثائقيًا قصيرًا عن مهمة هاولز لاستعادة المحرك بمشاركة فريق الاسترداد، وبحلول سبتمبر 2023، تضاعف حجم الفريق. 

## التقاضي
نشر الفريق القانوني لهاولز رسالة مفتوحة إلى مجلس مدينة نيوبورت في 6 سبتمبر 2023 يُعلن فيها نيته رفع دعوى قضائية. سعت الرسالة إلى منع أي اعمال مستقبلية في الموقع بينما تطالب تعويضات قدرها 446 مليون جنيه إسترليني ومراجعة قضائية لقرار المجلس برفض الوصول إلى الموقع.  بعد شهرين، كتب فريقه القانوني مرة أخرى إلى المجلس يطلب فيه السماح بالدخول قبل المضي قدمًا في القضية أمام المحكمة. 
بحلول أكتوبر 2024، قُدِّرت محتويات القرص الصلب بـ 750 مليون دولار. رفع هاولز دعوى قضائية ضد المجلس بقيمة 495 مليون جنيه إسترليني،   محددًا موعدًا لمحكمة التجارة في كارديف في ديسمبر 2024، مستندًا إلى حقوق الملكية الفكرية من بين مطالبات أخرى.  ووفقًا لموقع Wales Online ، مثله هاولز نفس فريق المحامين الذين مثلوا أيضاً بعض الضحايا المزعومين ضد محمد الفايد . ردًا على ذلك، زعم المجلس أنهم يمتلكون الجهاز قانونيًا حيث تم إيداع الممتلكات في الموقع؛ ونفى محامو هاولز مثل هذا الادعاء بناءً على القصد. 
طلب المجلس عقد جلسة استماع في المحكمة العليا في 3 ديسمبر بهدف رفض القضية. أجل القاضي إصدار الحكم إلى موعد لاحق. جادل محامو المجلس بإن هاولز حاول "رشوة المجلس" من خلال عرض نسبة من عملات البيتكوين على المجتمع المحلي. وقد طعن الفريق القانوني لهويلز في هذا الأمر، بحجة أن موكله كان من حقه البحث عن القرص الصلب المفقود.  
في حكم صدر في 9 يناير 2025، رفض القاضي كايزر ( KC ) دعوى هاولز، قائلاً إنها "لا تملك أي فرصة واقعية للنجاح".   أخبر هاولز موقع WalesOnline أنه "محبط جدًا " لكنه لديه خطة جديدة لبدء عملة مشفرة تعتمد على ثروته التي لا يمكن الوصول إليها من البيتكوين. 

## رأي
كان هاولز يعتقد أن مجلس المدينة سيسمح له باسترجاع الجهاز بمجرد أن يصبح ذا قيمة كافية، حيث قال في عام 2017 "لقد كانت مجرد لعبة انتظار خلال السنوات القليلة الماضية ... في انتظار أن يصل سعر البيتكوين مرتفعًا بما يكفي لجعل محرك الأقراص كنزًا مغريًا ما فيه الكفاية للبحث عنه".  في عام 2022، قدّر أن هناك "فرصة بنسبة 80-90 في المئة" لاسترجاع البيتكوين إذا تم العثور على القرص الصلب وكان القرص الدوار لا يزال سليمًا.  وفي الوقت نفسه، أقر بأن الجهاز يشبه " إبرة في كومة قش " وأن الاستثمار من قبل المستثمرين المغامرين كان محفوفًا بالمخاطر للغاية. 
في عام 2024، صرّح الفريق القانوني لهويلز في المحكمة أن كومة القش المجازية كانت "أصغر بكثير نظريًا"، بسبب "الخبرة الكبيرة" المشاركة في تخطيط عملية التنقيب.   وقد وُصفت محاولات استعادة الجهاز بأنها بمثابة البحث عن الكنز الرقمي.  
ادعى خَبير إدارة النفايات في المَمَلكة المتحدة في عام 2025 أن فرص هاولز في العثور على القرص الصلب تشبه البحث عن إبرة في كومة قش. 

## ملحوظات
1. ↑  Reports of the total number of Bitcoin lost were initially 7,500 in 2013,[1][2][3] 2017,[4][5] until 2021,[6][7] followed by 8,000 from 2022 onwards.[8][9][10][11]

## روابط خارجية
- 250 مليون دولار من البيتكوين المفقودة ، فيلم وثائقي قصير يقدمه ريتشارد هاموند على اليوتيوب

قالب:City of Newport51°33′50″N 02°59′54″W / 51.56389°N 2.99833°W